# Tema (musica)
Nella teoria musicale, un tema o motivo è una frase melodica che ha un ruolo strutturale nell'articolazione formale di un brano.  
Un tema di una composizione si dice principale o secondario a seconda dell'importanza e dell'utilizzo. Nella fuga il tema principale e quello secondario sono più spesso denominati soggetto e controsoggetto. 

## Storia

### Barocco
La parola tema, di origine greca, era stata desunta dal lessico proprio della filosofia, in cui indicava in genere un argomento da sviluppare e da argomentare.
In ambito musicale, il significato della parola tema si differenziò, durante l'età barocca, dai termini motivo e melodia in quanto, mentre questi potevano riferirsi a un qualunque disegno melodico, il primo doveva possedere una fisionomia più caratterizzata e un'incisività e una chiarezza tali da consentirne una facile identificazione.

### Età classica
Il ruolo del tema nell'ambito di una composizione è cambiato notevolmente nel passaggio dal barocco alla stagione del classicismo viennese. Innanzitutto, rispetto alla libera articolazione del tematismo barocco, il tema classico obbediva in genere a regole costruttive più rigide e semplici allo stesso tempo; il tipico tema classico consisteva infatti in una frase di quattro o di otto battute, a sua volta suddivisa in due semifrasi di due o quattro battute. 
Un altro principio innovativo che caratterizza il classicismo musicale è quello dello sviluppo tematico, ossia quell'insieme di procedimenti compositivi che si basano sulla scomposizione di un tema nei suoi elementi costitutivi più semplici e sulla loro riproposizione variata nei modi più diversi. L'idea di sviluppo tematico è già presente, in effetti, nell'antica forma della fuga, ma nel pieno Settecento esso diviene comune in molte altre forme, prima tra tutte la forma-sonata, che ebbe un ruolo egemone nella musica europea per almeno un secolo e mezzo. Un'altra importante caratteristica tematica di tale forma è il contrasto di carattere tra il tema principale e quello secondario, elemento che è alla base, ad esempio, della drammaticità degli sviluppi beethoveniani. 

### Romanticismo
Questo tratto tipico della forma-sonata sarà ancor più esaltato dalle prime generazioni di compositori romantici. Le tendenze estetiche irrazionaliste, basate sull'esaltazione dell'attività creatrice dell'artista romantico, hanno fatto sì che aumentasse (almeno nelle forme di ampio respiro come la sinfonia) il numero degli elementi tematici. Ciò era frutto di un pensiero compositivo in divenire che seguiva l'ispirazione del momento, e non strutture formali precostituite.
Nelle opere wagneriane vede la luce un nuovo concetto di tema, che Wagner stesso chiamò leitmotiv: un breve inciso melodico, estremamente cangiante nelle sue riproposizioni, associato a specifici oggetti concreti, situazioni drammatiche o psicologiche. Ad esempio, nel Tristano e Isotta, vi è un motivo specifico per il filtro d'amore, uno per lo sguardo di Tristano, ecc.

### Novecento
La musica del primo '900 rappresentò una frattura consapevole rispetto alla tradizione ottocentesca da molti punti di vista, e il tematismo non rappresenta un'eccezione. Da un lato, infatti, l'opera di Debussy ci offre esempi di composizioni in cui una sfuggente linea melodica si articola in modo perennemente cangiante, senza offrire quelle regolarità che permettono l'individuazione di veri e propri temi. Dall'altro la scuola viennese di Arnold Schönberg fonda l'unità tematica di una composizione su elementi armonici nuovi (come l'utilizzo delle serie dodecafoniche), stabilendo così un nuovo tipo di connessione tra discorso melodico e armonico.
Le generazioni successive sconvolgeranno il pensiero musicale ancor più dal profondo, dando origine anche a teorizzazioni come l'atematismo, una corrente estetica che prevede l'esplicita rinuncia alla formulazione di idee tematiche. Il concetto antico di tema non sembra più applicabile a musiche basate su procedimenti come l'alea o sulle successioni timbriche elettronicamente modulate della musica della seconda metà del xx secolo.